# R. Fürtös Ilona
R. Fürtös Ilona (Pécs, 1941. május 12. – Pécs, 2012. január 14.) textilművész, textiltervező, egyetemi adjunktus.

## Élete
A Budapesti Művészeti Gimnázium után 1964-ben szerzett diplomát az Magyar Iparművészeti Főiskolán, szövöttanyag tervező szakon. Mesterei Hincz Gyula, Gerzson Pál és Schubert Ernő voltak. 1967 és 1991 között számos egyéni és csoportos kiállításon vett részt az ország különböző városaiban és Ausztráliában. Ösztöndíjasként művésztelepeken dolgozott. 1990-től a pécsi Janus Pannonius Tudományegyetem Művészeti Karának adjunktusa volt. Gobelinjein leegyszerűsített geometrikus formákon túl az egyiptomi rajzokhoz hasonlítható kiterített városok és stilizált virágok egyaránt láthatóak.

## Díjak
- 1972: A II. Fal- és tértextil Biennálé I. díja, Szombathely
- 1972: Janus Pannonius jubileumi pályázat I. díja, Pécs
- 1977: Munkácsy-díj
- 1981: Bartók Béla születésének 100. évfordulójára meghirdetett pályázat I. díja, Pécs

## Egyéni kiállítások
- 1966 • Janus Pannonius Múzeum, Pécs
- 1968 • Szent István Király Múzeum [Rétfalvi Sándorral], Székesfehérvár (kat.)
- 1971 • Fészek klub
- 1974 • TV Galériája, Műcsarnok, Budapest • Műcsarnok, Győr • Művelődési Központ, Lenti
- 1976 • Hevesi Sándor Művelődési Ház, Nagykanizsa
- 1978 • Szent István Király Múzeum, Székesfehérvár • Celldömölk
- 1979 • Művelődési Ház, Nagyatád
- 1982 • Szekszárd
- 1983 • Siklósi vár
- 1990 • Művészetek Háza, Pécs
- 1996 • ~-Rétfalvi, mesterek és tanítványok, Hevesi Sándor Művelődési Központ, Nagykanizsa
- 1997 • Lepketánc, gobelin bemutató, Egry József Galéria, Nagykanizsa

## Válogatott csoportos kiállítások
- 1965 • 5. Országos Iparművészeti kiállítás, Műcsarnok, Budapest
- 1967 • Nemzetközi Iparművészeti kiállítás, Manezs, Moszkva
- 1968 • Textil falikép '68, Ernst Múzeum, Budapest
- 1969 • Textil falikép '69, Savaria Múzeum, Szombathely • Festőterem, Sopron
- 1970 • 1. Fal- és Tértextil Biennálé, Savaria Múzeum, Szombathely
- 1972 • 2. Fal- és Tértextil Biennálé, Savaria Múzeum, Szombathely • Mai Magyar Iparművészet, Iparművészeti Múzeum, Budapest
- 1974 • 3. Fal- és Tértextil Biennálé, Savaria Múzeum, Szombathely
- 1975 • Jubileumi Iparművészeti kiállítás, Műcsarnok, Budapest • Velemi Textilművészeti Alkotóműhely, Velem
- 1976 • Moderne Ungarische Textilkunst, Museum für Kunsthandwerk Grassi Museum, Lipcse
- 1976 • La Tapisserie Moderne en Hongrie, G. Yahia, Tunisz
- 1980 • 6. Fal- és Tértextil Biennálé, Savaria Múzeum, Szombathely • Rajz/Drawing, Pécsi Galéria, Pécs
- 1983 • A tervezés értékteremtés. Országos Iparművészeti kiállítás, Műcsarnok, Budapest • Táj/Landscape, Pécsi Galéria, Pécs
- 1984 • 8. Fal- és Tértextil Biennálé, Szombathelyi Képtár, Szombathely • Velemi Textilművészeti Alkotóműhely, Velem • Fészek Galéria, Budapest
- 1985 • Magyar Gobelin 1945-1985, Műcsarnok, Budapest
- 1988 • 10. Fal- és Tértextil Biennálé, Szombathelyi Képtár, Szombathely • Kulturális Központ, Muraszombat • Téli Tárlat, Magyar Képzőművészek és Iparművészek Szövetsége, Műcsarnok, Budapest
- 1990 • Von Mini zu Maxi, Museum Österreichischer Kultur, Eisenstadt
- 1991 • A Ferenczy Család, Vigadó Galéria, Budapest • A kis csomag, Iparművészeti Múzeum, Budapest
- 1993 • Deuxième Triennale International de Tournai, Tapisseries et Arts du Tissu de l'Autre Europe, Maison de la Culture, Tournai (B)
- 1996 • 14. Magyar Textilbiennálé (Fal- és Tértextil Biennálé), Szombathelyi Képtár, Szombathely
- 1997 • Millecentenáriumi pályázati kiállítás, Nagykanizsa
- 1998 • 15. Magyar Textilbiennálé (Tér- és Falitextil Biennálé), Szombathelyi Képtár, Szombathely • Kanizsai Művészek, Egry Terem, Nagykanizsa • Karácsonyi Tárlat, Kanizsai Trend, Nagykanizsa
- 1999 • Pelso '99, Kerámia és Textil Biennálé, Balaton Múzeum, Keszthely

## Művek közgyűjteményekben
- Szent István Király Múzeum, Székesfehérvár
- Rippl-Rónai Múzeum, Kaposvár
- Szombathelyi Képtár, Szombathely
- Thury Múzeum, Nagykanizsa

## Köztéri művei
- Baranya megyei Önkormányzat, Szigetvár
- Kodály Intézet, Kecskemét
- MTA pécsi székház, Pécs
- Művelődési Ház, Harkány
- Vízügyi Igazgatóság, Baja